# Santiago de Montalegre
Santiago de Montalegre ist eine Gemeinde (Freguesia) im portugiesischen Kreis Sardoal. In ihr leben 208 Einwohner (Stand 19. April 2021).